# Sancho de Ribera
Sancho de Ribera Bravo de Lagunas (Lima, 1545-1591) fue un importante militar y poeta peruano de la segunda mitad del siglo XVI.

## Biografía
Su padre fue Nicolás de Ribera “El mozo”, uno de los primeros conquistadores de Perú y uno de los encomenderos más acaudalados. Su madre fue doña Inés Bravo de Lagunas y Peralta, una reconocida señora de abolengo. En 1561 se casó con doña Briseida Manrique de la Vega, la cual murió pocos años después. En segundas nupcias, se casó con doña Elvira Verdugo y Medel, hija también de un conquistador y encomendero de Cajamarca. Con su segunda esposa tuvo dos hijas, Doña María de Rivera Verdugo y Doña Inés Bravo de Lagunas. Fue Alcalde de la ciudad de Lima en 1574. También fue capitán en 1581 de las Compañías de infantes de la Guardia que creó el virrey Martín Enríquez, sargento mayor de la gente de guerra de Lima y El Callao y, en 1589, procurador mayor.

## Obra literaria
A pesar de su agitada vida militar, Ribera fue también un gran poeta. Delgado describe sus poesías como delicadas, "en que la dulzura y la exquisitez son características fundamentales". Su obra llegó a ser tan importante que recibió elogios de los más grandes poetas y escritores de su época. Cervantes lo menciona en la octava 65 del “Canto de Calíope” dentro de La Galatea:

El que en la dulce patria está contento,

las puras aguas de Limar gozando,
la famosa ribera, el fresco viento
Con sus diuinos versos alegrando,
venga, y vereys por summa deste cuento,
su heroyco brio y discrecion mirando,
que es Sancho de Ribera en toda parte

Febo primero, y sin segundo Marte.
Schevill y Bonilla p. 227

Por su parte, el poeta, comerciante y arbitrista portugués Enrique Garcés, quien también fue elogiado por Cervantes en el "Canto de Calíope", lo alaba en uno de los sonetos preliminares de su traducción al castellano de Los sonetos y canciones de Petrarca (Madrid 1591):

Sancho, que augmento das con tu ribera

A la que del biscípite Parnaso
Baja, por beneficio del pegaso,
Que si por él quizá no paresciera,
Pues que con vena corres tan entera,
Que della lleno tienes el ocaso,
Suplicote consientas que en mi vaso
Pueda al menos coger una gotera:
Que espero que con ella la dureza
Que a mis versos como un mal de herencia,
Se convierta en torrente de dulzura,
Obrando en ellos como levadura
De aquella mal hallada quinta esencia

Que vuelve el cobre en oro con presteza.
Garcés 2-3

Sin embargo, a pesar de su tan alabada y reconocida obra poética, no se conserva casi nada de ella.